# Football League of Europe 1994
Die Saison 1994 war die erste und einzige Saison der Football League of Europe (FLE). Die FLE war eine europaweite semi-professionelle American-Football-Liga, die außerhalb des bestehenden Verbandswesen agierte.
Die Liga startete am 30. April 1994 und endete mit dem Finale, dem Euro Super Bowl I am 17. September 1994 im Hamburger Volksparkstadion. Meister wurden die Stockholm Nordic Vikings, die größtenteils der schwedischen Nationalmannschaft entsprachen. Nach der Saison wurde die Liga als American Football League of Europe neu aufgestellt.

## Teilnehmer
| Hamburg Blue Devils |

| Berlin Bears |

| Nordic Vikings |

| Helsinki Roosters |

| Frankfurt Gamblers |

| Munich Thunder |

| Amsterdam Crusaders |

| Great Britain Spartans |

Die Liga wurde von Axel Gernert gegründet, Präsident der Hamburg Blue Devils, gegründet. Die Hamburger hatten in den beiden Vorjahren bereits private Spielserien organisiert. Auch die Manchester Spartans hatten eine private Serie organisiert. Auf Grund des Widerstands des deutschen Verbands AFVD wechselten keine deutschen Topteams aus der Bundesliga in die FLE. Dafür schlossen sich die Frankfurt Gamblers der FLE an, die nach gewonnener Relegation zur Bundesliga aufgrund des Einsatzes eines nicht lizenziertes Spielers disqualifiziert worden waren. In München wurde ein neues Team gegründet. Ebenfalls neu gegründet wurden die Nordic Vikings, die in Stockholm spielten. Dazu kamen mit Amsterdam und Helsinki zwei Teams, die bereits große Erfahrung und Erfolge im europäischen Football hatten.
| Mannschaft             | Mannschaft               | Stadion                                   | Kapazität        | Head Coach       | Anmerkung                                                               |
| North Conference       | North Conference         | North Conference                          | North Conference | North Conference | North Conference                                                        |
| ---------------------- | ------------------------ | ----------------------------------------- | ---------------- | ---------------- | ----------------------------------------------------------------------- |
| Deutschland            | Berlin Bears             | Friedrich-Ludwig-Jahn-Sportpark, Berlin   | 25.000           | Mark Schrater    | Zuvor 2. Bundesliga                                                     |
| Deutschland            | Hamburg Blue Devils      | Volksparkstadion, Hamburg                 | 61.000           | George White     | Zuvor Schweppes Cool Masters Series                                     |
| Finnland               | Helsinki Roosters        | Töölön Pallokenttã, Helsinki              | 03.500           | Kekoah Kealoha   | Finnischer Vizemeister, spielte parallel in finnischer Liga             |
| Schweden               | Stockholm Nordic Vikings | Olympiastadion Stockholm                  | 12.000           | Mike Wyatt       | Neugründung, größtenteils identisch mit schwedischer Nationalmannschaft |
| Central Conference     |                          |                                           |                  |                  |                                                                         |
| Niederlande            | Amsterdam Crusaders      | Sportpark Sloten, Amsterdam               | 03.000           | Richards Wood    | Niederländischer Meister                                                |
| Deutschland            | Frankfurt Gamblers       | FSV-Stadion, Frankfurt                    | 14.000           | Tracy Holland    | Zuvor 2. Bundesliga                                                     |
| Vereinigtes Konigreich | Great Britain Spartans   | Don Valley Stadium, Sheffield             | 25.000           | Terry Smith      | Zuvor Schweppes Cool Masters Series                                     |
| Deutschland            | Munich Thunder           | Stadion an der Grünwalder Straße, München | 29.500           | John Rosenberg   | Neugründung                                                             |

## Reguläre Saison

### Übersicht
|                          | North Conference | North Conference | North Conference | North Conference | Central Conference | Central Conference | Central Conference | Central Conference |
| Team                     | SNV              | HBD              | BB               | HR               | MT                 | AC                 | GBS                | FG                 |
| ------------------------ | ---------------- | ---------------- | ---------------- | ---------------- | ------------------ | ------------------ | ------------------ | ------------------ |
| Stockholm Nordic Vikings | •                | 59:44            | 61:13            | 45:70            | 38:60              | 65:23              | •                  | •                  |
| Hamburg Blue Devils      | 35:24            | •                | 41:19            | 28:14            | 14:28              | •                  | 33:22              | 28:14              |
| Berlin Bears             | 27:63            | 35:61            | •                | 12:55            | •                  | 25:47              | 34:24              | •                  |
| Helsinki Roosters        | 25:32            | 18:31            | 10:39            | •                | 7:15               | •                  | •                  | –                  |
| Munich Thunder           | •                |                  | 43:31            | •                | •                  | 28:16              | –                  | 35:14              |
| Amsterdam Crusaders      | •                | •                | •                | 22:70            | 28:29              | •                  | 22:19              | 36:26              |
| Great Britain Spartans   | 20:30            | •                | •                | 21:20            | 29:38              | 50:44              | •                  | 28:9               |
| Frankfurt Gamblers       | 28:48            | •                | 42:43            | •                | 21:35              | 19:13              | 24:80              | •                  |

### Spiele
| Woche 1        | Woche 1  | Woche 1                  | Woche 1 | Woche 1                | Woche 1   |
| Datum          | Division | Heimteam                 | Erg.    | Auswärtsteam           | Zuschauer |
| -------------- | -------- | ------------------------ | ------- | ---------------------- | --------- |
| 30. April 1994 | IC       | Hamburg Blue Devils      | 33:22   | Great Britain Spartans | 10.000    |
| 30. April 1994 | IC       | Stockholm Nordic Vikings | 38:60   | Munich Thunder         | 2.500     |

| Woche 2     | Woche 2  | Woche 2             | Woche 2 | Woche 2                | Woche 2   |
| Datum       | Division | Heimteam            | Erg.    | Auswärtsteam           | Zuschauer |
| ----------- | -------- | ------------------- | ------- | ---------------------- | --------- |
| 7. Mai 1994 | Central  | Frankfurt Gamblers  | 24:80   | Great Britain Spartans | 2.300     |
| 7. Mai 1994 | IC       | Munich Thunder      | 43:31   | Berlin Bears           | 500       |
| 7. Mai 1994 | IC       | Amsterdam Crusaders | 22:70   | Helsinki Roosters      |           |

| Woche 3      | Woche 3  | Woche 3             | Woche 3 | Woche 3                  | Woche 3   |
| Datum        | Division | Heimteam            | Erg.    | Auswärtsteam             | Zuschauer |
| ------------ | -------- | ------------------- | ------- | ------------------------ | --------- |
| 14. Mai 1994 | North    | Hamburg Blue Devils | 35:24   | Stockholm Nordic Vikings | 9.800     |
| 15. Mai 1994 | IC       | Frankfurt Gamblers  | 42:43   | Berlin Bears             | 3.500     |

| Woche 4      | Woche 4  | Woche 4                  | Woche 4 | Woche 4             | Woche 4   |
| Datum        | Division | Heimteam                 | Erg.    | Auswärtsteam        | Zuschauer |
| ------------ | -------- | ------------------------ | ------- | ------------------- | --------- |
| 21. Mai 1994 | North    | Stockholm Nordic Vikings | 45:70   | Helsinki Roosters   |           |
| 21. Mai 1994 | Central  | Great Britain Spartans   | 28:90   | Frankfurt Gamblers  | 2.100     |
| 21. Mai 1994 | IC       | Berlin Bears             | 25:47   | Amsterdam Crusaders | 2.700     |

| Woche 5      | Woche 5  | Woche 5                | Woche 5 | Woche 5             | Woche 5   |
| Datum        | Division | Heimteam               | Erg.    | Auswärtsteam        | Zuschauer |
| ------------ | -------- | ---------------------- | ------- | ------------------- | --------- |
| 28. Mai 1994 | Central  | Munich Thunder         | 28:16   | Amsterdam Crusaders | 1.332     |
| 28. Mai 1994 | IC       | Great Britain Spartans | 21:20   | Helsinki Roosters   |           |

| Woche 6      | Woche 6  | Woche 6                | Woche 6  | Woche 6                  | Woche 6   |
| Datum        | Division | Heimteam               | Erg.     | Auswärtsteam             | Zuschauer |
| ------------ | -------- | ---------------------- | -------- | ------------------------ | --------- |
| 4. Juni 1994 | North    | Berlin Bears           | 35:61    | Hamburg Blue Devils      | 2.800     |
| 4. Juni 1994 | Central  | Frankfurt Gamblers     | 19:13 OT | Amsterdam Crusaders      | 2.350     |
| 4. Juni 1994 | IC       | Helsinki Roosters      | 07:15    | Munich Thunder           | 1.000     |
| 4. Juni 1994 | IC       | Great Britain Spartans | 20:30    | Stockholm Nordic Vikings |           |

| Woche 7       | Woche 7  | Woche 7             | Woche 7 | Woche 7                  | Woche 7   |
| Datum         | Division | Heimteam            | Erg.    | Auswärtsteam             | Zuschauer |
| ------------- | -------- | ------------------- | ------- | ------------------------ | --------- |
| 11. Juni 1994 | IC       | Berlin Bears        | 34:43   | Great Britain Spartans   | 2.300     |
| 11. Juni 1994 | IC       | Amsterdam Crusaders | 32:24   | Hamburg Blue Devils      | 450       |
| 11. Juni 1994 | North    | Helsinki Roosters   | 25:32   | Stockholm Nordic Vikings |           |
| 11. Juni 1994 | Central  | Munich Thunder      | 35:14   | Frankfurt Gamblers       | 2.100     |

| Woche 8       | Woche 8  | Woche 8                  | Woche 8 | Woche 8             | Woche 8   |
| Datum         | Division | Heimteam                 | Erg.    | Auswärtsteam        | Zuschauer |
| ------------- | -------- | ------------------------ | ------- | ------------------- | --------- |
| 18. Juni 1994 | North    | Hamburg Blue Devils      | 41:19   | Berlin Bears        | 7.000     |
| 18. Juni 1994 | Central  | Stockholm Nordic Vikings | 65:23   | Amsterdam Crusaders |           |

| Woche 9       | Woche 9  | Woche 9                | Woche 9 | Woche 9                  | Woche 9   |
| Datum         | Division | Heimteam               | Erg.    | Auswärtsteam             | Zuschauer |
| ------------- | -------- | ---------------------- | ------- | ------------------------ | --------- |
| 25. Juni 1994 | IC       | Hamburg Blue Devils    | 14:28   | Munich Thunder           | 7.400     |
| 25. Juni 1994 | IC       | Frankfurt Gamblers     | 28:48   | Stockholm Nordic Vikings | 3.870     |
| 25. Juni 1994 | Central  | Great Britain Spartans | 50:44   | Amsterdam Crusaders      |           |
| 25. Juni 1994 | North    | Berlin Bears           | 12:55   | Helsinki Roosters        | 1.200     |

| Woche 10     | Woche 10 | Woche 10           | Woche 10 | Woche 10            | Woche 10  |
| Datum        | Division | Heimteam           | Erg.     | Auswärtsteam        | Zuschauer |
| ------------ | -------- | ------------------ | -------- | ------------------- | --------- |
| 2. Juli 1994 | Central  | Frankfurt Gamblers | 21:35    | Munich Thunder      | 2.500     |
| 2. Juli 1994 | North    | Helsinki Roosters  | 18:31    | Hamburg Blue Devils | 6.600     |

| Woche 11     | Woche 11 | Woche 11               | Woche 11 | Woche 11                 | Woche 11  |
| Datum        | Division | Heimteam               | Erg.     | Auswärtsteam             | Zuschauer |
| ------------ | -------- | ---------------------- | -------- | ------------------------ | --------- |
| 9. Juli 1994 | North    | Berlin Bears           | 27:63    | Stockholm Nordic Vikings | 1.300     |
| 9. Juli 1994 | IC       | Hamburg Blue Devils    | 28:14    | Frankfurt Gamblers       | 6.690     |
| 9. Juli 1994 | Central  | Great Britain Spartans | 29:38    | Munich Thunder           | 11.257    |

Die Liga pausierte für drei Wochen.
| Woche 12       | Woche 12 | Woche 12            | Woche 12 | Woche 12       | Woche 12  |
| Datum          | Division | Heimteam            | Erg.     | Auswärtsteam   | Zuschauer |
| -------------- | -------- | ------------------- | -------- | -------------- | --------- |
| 6. August 1994 | Central  | Amsterdam Crusaders | 28:29    | Munich Thunder | 1.000     |

| Woche 13        | Woche 13 | Woche 13                 | Woche 13 | Woche 13               | Woche 13  |
| Datum           | Division | Heimteam                 | Erg.     | Auswärtsteam           | Zuschauer |
| --------------- | -------- | ------------------------ | -------- | ---------------------- | --------- |
| 13. August 1994 | Central  | Amsterdam Crusaders      | 22:19    | Great Britain Spartans |           |
| 13. August 1994 | North    | Stockholm Nordic Vikings | 61:13    | Berlin Bears           | 3.200     |
| 14. August 1994 | North    | Hamburg Blue Devils      | 28:14    | Helsinki Roosters      | 4.000     |

| Woche 14        | Woche 14 | Woche 14                 | Woche 14 | Woche 14            | Woche 14  |
| Datum           | Division | Heimteam                 | Erg.     | Auswärtsteam        | Zuschauer |
| --------------- | -------- | ------------------------ | -------- | ------------------- | --------- |
| 20. August 1994 | North    | Stockholm Nordic Vikings | 59:44    | Hamburg Blue Devils | 3.200     |
| 20. August 1994 | Central  | Amsterdam Crusaders      | 36:26    | Frankfurt Gamblers  |           |
| 20. August 1994 | North    | Helsinki Roosters        | 10:39    | Berlin Bears        | 500       |

| Entfallene Spiele | Entfallene Spiele | Entfallene Spiele | Entfallene Spiele      |
| Geplantes Datum   | Division          | Heimteam          | Auswärtsteam           |
| ----------------- | ----------------- | ----------------- | ---------------------- |
| 8. Juni 1994      | Central           | Helsinki Roosters | Frankfurt Gamblers     |
| 20. August 1994   | Central           | Munich Thunder    | Great Britain Spartans |

### Tabellen
|    |                          | Sp | S | N | SQ   | P+  | P−  | PDiff |
| -- | ------------------------ | -- | - | - | ---- | --- | --- | ----- |
| 1. | Stockholm Nordic Vikings | 10 | 9 | 1 | .900 | 465 | 228 | +237  |
| 2. | Hamburg Blue Devils      | 10 | 7 | 3 | .700 | 339 | 265 | +074  |
| 3. | Berlin Bears             | 10 | 2 | 8 | .200 | 278 | 466 | −188  |
| 4. | Helsinki Roosters        | 09 | 1 | 8 | .111 | 153 | 247 | −094  |

|    |                        | Sp | S | N | SQ   | P+  | P−  | PDiff |
| -- | ---------------------- | -- | - | - | ---- | --- | --- | ----- |
| 1. | Munich Thunder         | 09 | 7 | 2 | .778 | 253 | 210 | +043  |
| 2. | Amsterdam Crusaders    | 10 | 6 | 4 | .600 | 295 | 276 | +019  |
| 3. | Great Britain Spartans | 09 | 4 | 5 | .222 | 240 | 262 | −022  |
| 4. | Frankfurt Gamblers     | 09 | 2 | 7 | .222 | 197 | 274 | −077  |

## Playoffs

### Halbfinale
|                         |                        | {{{Spiel}}}         |         |                |  |                                   |
| Hamburg 27. August 1994 |                        | Hamburg Blue Devils | 29 : 26 | Munich Thunder |  | Volksparkstadion Zuschauer: 7.300 |
| Hamburg 27. August 1994 | (0:0, 7:7, 6:6, 16:14) | Hamburg Blue Devils |         | Munich Thunder |  | Volksparkstadion Zuschauer: 7.300 |

|                             |  | {{{Spiel}}}              |         |                     |  |                                 |
| Stockholm 3. September 1994 |  | Stockholm Nordic Vikings | 34 : 21 | Amsterdam Crusaders |  | Olympiastadion Zuschauer: 5.000 |
| Stockholm 3. September 1994 |  | Stockholm Nordic Vikings |         | Amsterdam Crusaders |  | Olympiastadion Zuschauer: 5.000 |

### Championship Game
|                                      |                         | Euro Super Bowl I   |         |                          |  |                                    |
| Hamburg 17. September 1994 19:30 Uhr |                         | Hamburg Blue Devils | 35 : 43 | Stockholm Nordic Vikings |  | Volksparkstadion Zuschauer: 18.000 |
| Hamburg 17. September 1994 19:30 Uhr | (7:7, 6:15, 0:14, 22:7) | Hamburg Blue Devils |         | Stockholm Nordic Vikings |  | Volksparkstadion Zuschauer: 18.000 |

## College-Spiele
Im Rahmen der FLE absolvierten ab 28. Mai 1994 zwei Mannschaften Spiele gegen US-amerikanische College-Mannschaften. Die Einnahmen aus diesen Spielen wurden an UNICEF gespendet. Auch Stockholm sollte ein solches Spiel absolvieren, dies kam jedoch nicht zustande.
- Hamburg Blue Devils – Findlay Oilers 14:21 (11.000 Zuschauer)
- Berlin Bears – John Carrol Blue Streaks 27:6 (2.500 Zuschauer)